# Wandbilddruck
Wandbilddruck, oft auch Wandschmuck genannt, ist die volkskundliche Bezeichnung für ein druckgrafisches Blatt, das der Ausschmückung von Räumen diente und meist unter Glas gerahmt wurde. Die Zeit von 1840 bis 1940 war die wichtigste Epoche des Wandbilddrucks, da die Entwicklung der Werke hier durch neue Drucktechniken bestimmt wurde, der Ausbau des Verkehrsnetzes einen weitreichenden Vertrieb ermöglichte und der – verglichen mit den vorherigen Jahrhunderten – größere Wohlstand Interesse an Kunst im eigenen Heim aufkommen ließ.
Wandbilddrucke wurden meist nach Werken zeitgenössischer Maler angefertigt, die von den Kunstverlagen wegen ihrer populären Motive ausgewählt wurden und von denen sich einige auf den Sektor der Reproduktionsgrafik spezialisiert hatten. Als Ausgangsbasis der Reproduktionen diente nicht das originale Bild, sondern eine als Zwischenschritt angefertigte Vorlage.
Eine universelle zeitgenössische Bezeichnung für Wandbilddrucke fehlte. Am verbreitetsten waren die Wörter „Zimmerschmuck“ und „Zimmerzierde“, die allerdings auch anderen Wandschmuck wie Wandkonsolen-Nippes umfassten. Verleger und Händler verwendeten die allgemeine und neutrale Bezeichnung „Kunstblatt“. Der heutige Antiquitätenhandel ordnet Wandbilddrucke als dekorative Grafik ein. Wenn auch Antiquitätenhandel und Flohmärkte auffällige Motive wie Elfenreigen und Heidelandschaften manchmal als Inbegriff des Wandbilddrucks erscheinen lassen, so war die tatsächliche Bandbreite der Themen wesentlich größer.

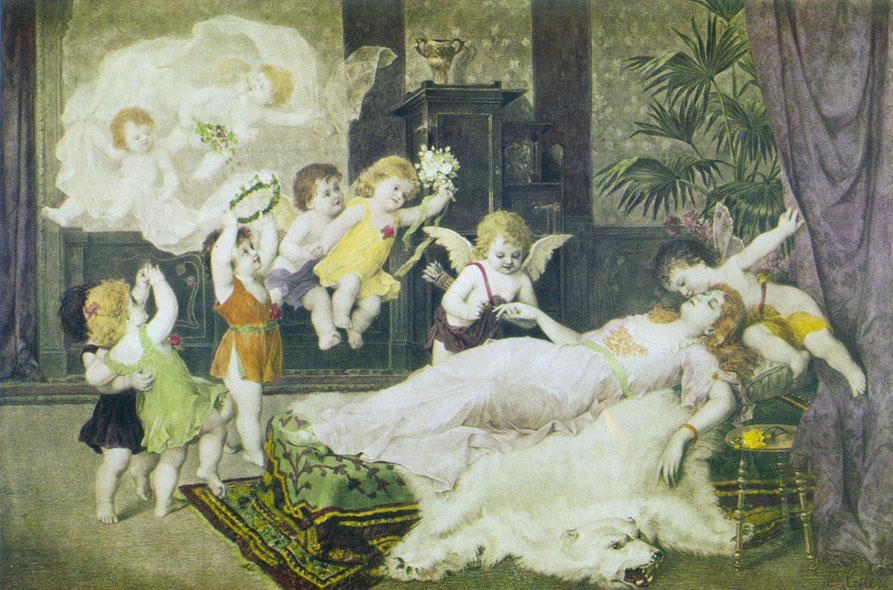
Franz Lefler: „Hochzeitstraum“, handkolorierte Heliogravüre um 1900

## Geschichte

### Vor 1860

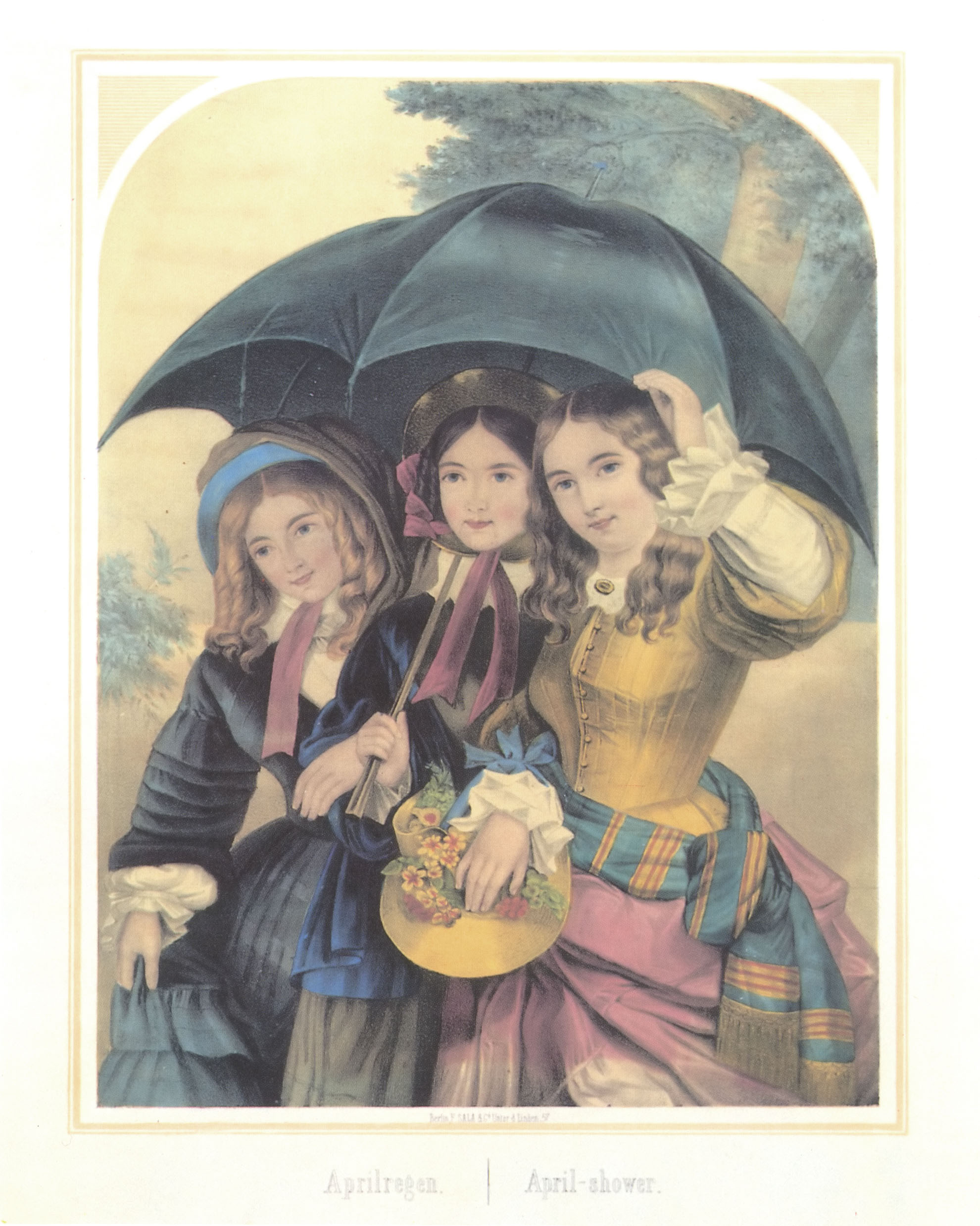
„Aprilregen“, kolorierte Lithografie um 1855

In den Jahrzehnten vor 1840 besaßen nur die Oberschicht und das gehobene Bürgertum gerahmte Drucke, die mitunter aus England und Frankreich importiert und über Generationen hinweg vererbt wurden. Man bevorzugte vor allem mythologische und allegorische Themen, Ansichten sowie literarische und historische Motive. Bis etwa 1830 waren vor allem Kupferstiche, daneben auch Radierungen, Aquatinta und Schabkunst verbreitet. Anschließend setzte sich, zunächst bei Porträts, die Lithografie durch.
Nach 1840 belebten die Ausstellungen und Reproduktionsaufträge der neu aufkommenden Kunstvereine sowie Nachrichten von großen Kunstausstellungen das bürgerliche Kunstinteresse. Auch das mittlere Bürgertum erwarb nun zunehmend Wandbilddrucke. Der Bildbedarf der unteren Sozialschichten blieb durch ein reichhaltiges Angebot an Bilderbögen gedeckt. Eine besondere Vorliebe bildete sich für literarische Motive; auch Werke der Genremalerei wurden gerne reproduziert. Humorvolle Szenen wie Salonaffären, Bubenstreiche und Wirtshausprügeleien waren ebenfalls beliebt.
Bessere Wandbilddrucke verwendeten nach wie vor den Kupferstich; entsprechend hoch war der Preis. Der 1820 entwickelte Stahlstich ermöglichte ein leichteres Arbeiten und eine auflagenstärkere Reproduktion. Nach dieser Technik gefertigte Werke erreichten zeitweise hohe Auflagen, waren aber nach einigen Jahrzehnten nicht mehr gefragt. Die ausdrucksstarke Kreidelithografie mit ihren weichen Übergängen hingegen eroberte sich rasch die Gunst der Bildkonsumenten und stieg zur wichtigsten Reproduktionstechnik auf. Die Qualität der so hergestellten Drucke variierte beträchtlich. Durch den Einsatz verschiedener Arbeitsweisen wie der Feder-, Pinsel- oder Kreidemanier konnten die Lithografien mit besonderen Effekten und Wirkungen versehen werden.

### 1860–1890
In der zweiten Hälfte des 19. Jahrhunderts erfuhr die Entwicklung des Wandbilddrucks grundlegende Wandlungen. Der zunehmende Wohlstand und neue Drucktechniken, die eine Massenfertigung erlaubten, erweiterten den Konsumentenkreis erheblich. Auch die Werbung und die Vorführung von Gemälden durch die Druckindustrie im Rahmen von Welt-, Industrie- und Gewerbeausstellungen führte zur breiten Akzeptanz von Druckbildern. Die Tatsache, dass Wandbilder als Accessoires der Wohnungseinrichtung beworben wurden, bewog Kulturkritiker zur misstrauischen Bezeichnung „Möbelbilder“. Der Ausbau des Eisenbahnnetzes ermöglichte den Vertrieb durch Läden und Haustürgeschäft. In der bürgerlichen Schicht verfolgten die Kunstvereine ihre Aktivitäten weiter. Neben dem Bürgertum wurden auch die Bedürfnisse der „kleinen Beamten und Handwerker“ und des „Proletariats“ berücksichtigt, indem man die Ware je nach Zielgruppe in Qualitätsklassen unterteilte.

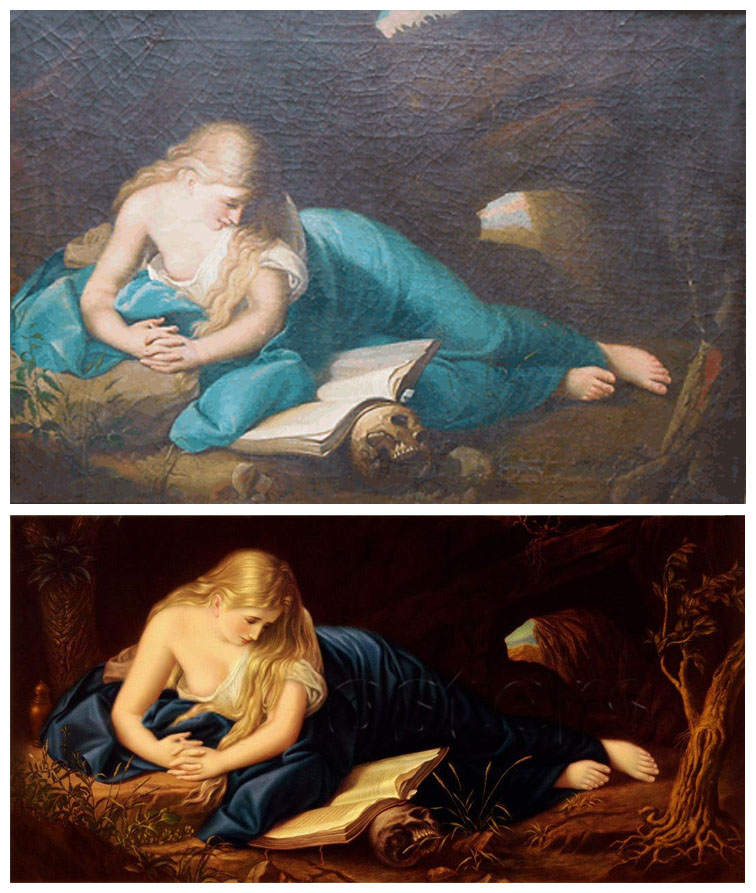
Oben: Büßende Magdalena von Pompeo Batoni (1760). Unten: Der umherziehende Verkauf dieses vor 1894 erschienenen Öldrucks wurde 1908 von den Polizeibehörden verboten

Im Gegensatz zur Druckqualität bestand in der Auswahl der Bildmotive weitgehende Übereinstimmung. Die Genremalerei mit ihren romantischen Familien- und Liebesszenen beherrschte den Markt; auch im Bürgertum traten mythologische, historische und literarische Themen in den Hintergrund. Patriotische Motive wie Fürstenporträts oder Schlachtenszenen sowie Darstellungen festlicher Anlässe und literarischer Geistesgrößen gehörten weiterhin zum festen Bestandteil des Angebots. Noch größer war der Sektor der religiösen Motive. Er hatte vor allem in ländlichen, katholischen Gegenden einen festen Platz, wohingegen im Bürgertum nur einige Standardmotive wie der anklopfende Christus, der gute Hirte oder das Tischgebet verblieben.
Die von Leo Schöninger vervollkommnete Galvanografie, mit der sich Kupferstiche leichter vervielfältigen ließen, war für anspruchsvollere Kunstfreunde bestimmt. Sie wurde von den Fotografien von Ölgemälden, Stichen und Skulpturen ersetzt, die sich ab 1865 zunehmend durchsetzten. Während die fotografische Reproduktion von Kunsthistorikern enthusiastisch aufgenommen wurde, betrachtete man die mit dieser Technik hergestellten Wandbilder skeptisch, da sie nicht nach dem originalen Ölgemälde selbst, sondern nach Reproduktionsstichen und -lithografien angefertigt wurden. Ein Nachteil der Fotografien war, dass sie schnell vergilbten. Der Kupferstich verlor ab den 1870er Jahren deutlich an Beliebtheit. Begleiterscheinungen der Zeit waren die auf André Disdéri zurückgehenden „Galerien moderner Meister“ im Visitenkartenformat sowie die Fotografietonbilder, die eine Fotografie vortäuschen sollten.
Am umsatzstärksten waren aber die Chromolithografien, mit denen auch farbige Vorlagen reproduziert werden konnten. Sie wurden von Godefroy Engelmann erfunden und später durch Winckelmann & Söhne verbessert. Als teure „Farbendruckbilder“ dienten sie der Wiedergabe von Gemälden für das Bürgertum; als Massenware geringerer Qualität, so genannte „Öldrucke“ (auch „Ölfarbendrucke“, „Ölbilddrucke“), deckten sie den Bedarf weniger begüterter Schichten. Sie machten den Kreidelithografien ab etwa 1875 ernsthafte Konkurrenz. Neben den Chromolithografien etablierten sich die fotomechanischen Reproduktionsverfahren wie Lichtdruck und Heliogravüre, die unter vielen weiteren Bezeichnungen mit nur geringfügigen technischen Unterschieden bekannt waren.

### 1890–1945

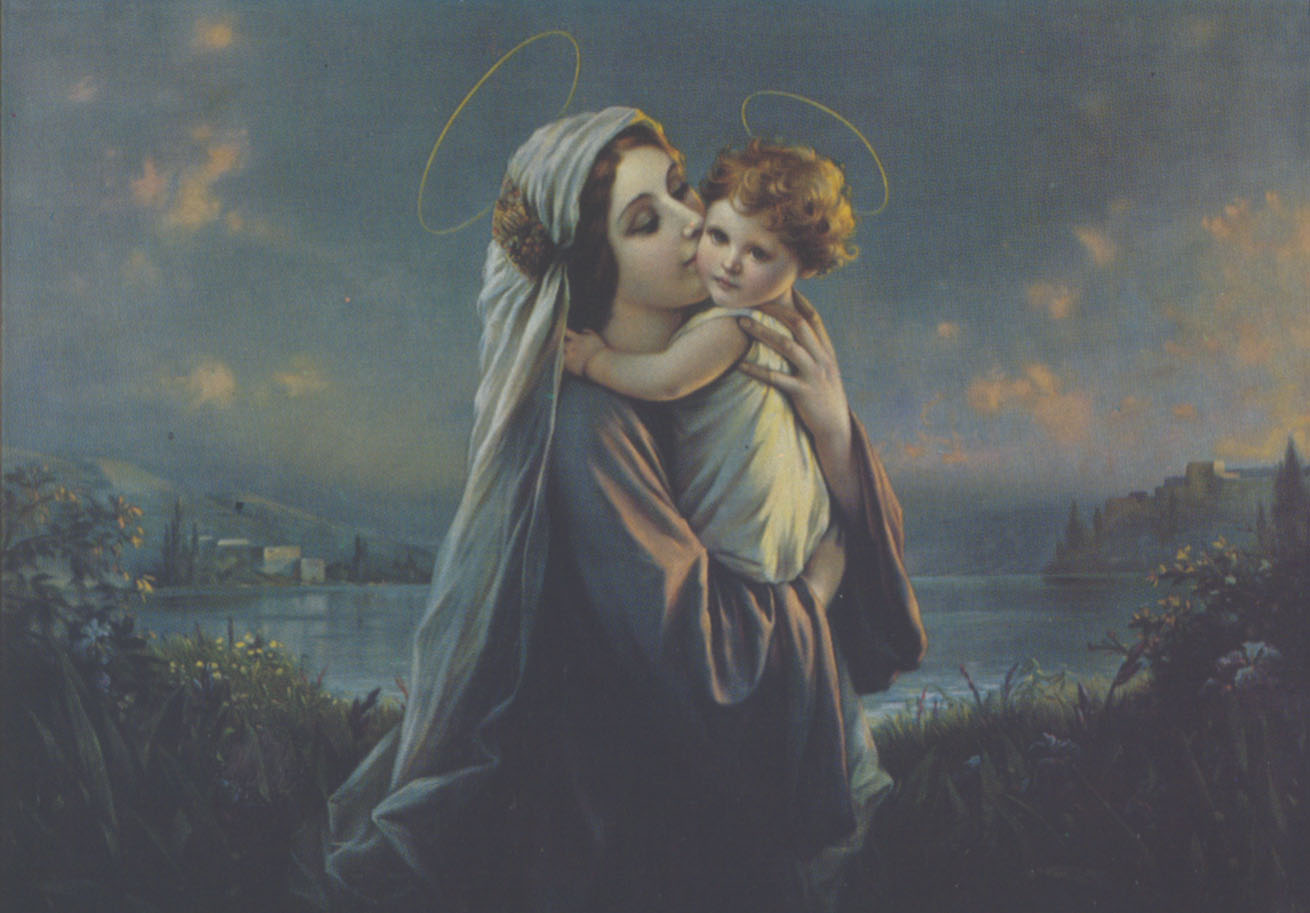
Giovanni (Josef Untersberger): „Mater dulce“, Chromolithografie um 1914

Wandbilddrucke erreichten nun alle Sozialschichten und waren auf die jeweilige Käuferschicht in Geschmack und Preis abgestimmt. Konkurrenz erfuhr der Bilddruck durch Künstler- und Kunstpostkarten. Während des Ersten Weltkriegs kam der Kunsthandel der allgemeinen Stimmung durch patriotische Motive entgegen. Landschafts- und Genredarstellungen waren nach wie vor am beliebtesten. Religiöse Themen waren unverändert populär, passten sich aber dem Wandel der Zeit durch das Streichen altertümlich wirkender Bildformulierungen an. Ab etwa 1900 kamen auch Sportmotive auf. Die Zahl der Chromolithografien nahm langsam ab, während die fotomechanischen Reproduktionsverfahren verbessert wurden. Farbdrucke wie Dreifarbendrucke oder Lichtdruck waren vorherrschend.
In den 1920er Jahren erlebten die weltlichen und religiösen Schlafzimmerbilder mit Motiven wie „Elfenreigen“ oder „Hochzeitstraum“ ihre Blütezeit. Nach dem Ersten Weltkrieg fielen die Fürstenbilder weg; sie wurden nur noch für das Ausland angefertigt. In den 1930er Jahren sank die Zahl der religiösen Motive. Stattdessen wurde es gebräuchlich, die Bilder je nach Motiv für ihren Einsatzzweck – Speise-, Wohn-, Herren- oder Kinderzimmer – zu klassifizieren. Landschafts- und Kinderbilder lösten die Genrebilder ab. Außerdem kam so genannte „nationale Bildkunst“ mit Führer- und Hindenburg-Porträts, heroischen Landschaften und idealisierten Bauern- und Arbeiterdarstellungen auf. Fotomechanische Reproduktionsverfahren wie Farbenlichtdruck und Farbentiefdruck lösten alte Verfahren endgültig ab.

### Nach 1945
Die Bildergewohnheiten nach dem Zweiten Weltkrieg sind wenig erforscht. Der Offsetdruck fand in Deutschland nach dem Krieg allgemeine Verbreitung. Zunächst versuchte man, die im Krieg vernichtete Wohnungseinrichtung wiederherzustellen. Vor allem Flüchtlinge sahen daher in Wandbildern nach alten Motiven Erinnerungsstücke. Parallel zur „Möbelhaus-Moderne“ der 1960er Jahre entwickelten sich neue, zugkräftige Motive, etwa die vollbusige Zigeunerin. Mit der Verfügbarkeit größeren Wohnraums und billigerer Möbel in Mitteleuropa hatte das übergroße Schlafzimmerbild indes ausgedient; die moderne Wohnung verlangte eher viele hochformatige Bilder für die schmalen Wandflächen zwischen den Möbeln. Erst die vor allem unter Jugendlichen beliebten Poster, die vornehmlich Idole aus Film, Musik, Sport und Politik zeigten, machten Riesen-Bilder wieder stubenfähig. In den unteren Sozialschichten wurden, abgesehen von Postern, Landschafts-, Tier- und Blumenbilder zu den beliebtesten Motivgruppen. Einen erheblichen Aufschwung erlebten die „echten Originalgemälde“. Diese billigen Gemäldekopien von alten Meistern oder von den neueren Motiven des Wandbilddrucks wurden unter anderem von belgischen Gefängnisinsassen reihenweise gemalt. Der moderne Kunstdruck arbeitet mit einer mehr oder weniger hohen Zahl von Druckfarben, um Farbtreue zu garantieren.

## Motive und Künstler
Einer Mehrzahl der Käufer von Wandbilddrucken war der Bildinhalt wichtiger als künstlerische und ästhetische Merkmale. Kunstverlage berücksichtigten dies, indem sie ihre Kataloge nach Bildmotiven einteilten. Die Vorlagen für die Reproduktionsdrucke lassen sich in zwei Kategorien einteilen. Einerseits gab es so genannte „Galeriewerke“, die nach Gemälden aus den großen Gemäldegalerien gefertigt wurden. Hier erfuhren einige Werke besondere Verbreitung, etwa Das Abendmahl von Leonardo da Vinci oder die Sixtinische Madonna von Raffael. Vorrang hatten im Wandbilddruck jedoch die „modernen Meister“ – so die zeitgenössische Bezeichnung – die durch Kunstausstellungen, Rezensionen und Abbildungen in Familien- und Kunstzeitschriften auf sich aufmerksam machten und von den Verlegern entsprechend dem gewünschten Bildthema ausgewählt wurden.

### Weltliche Motive

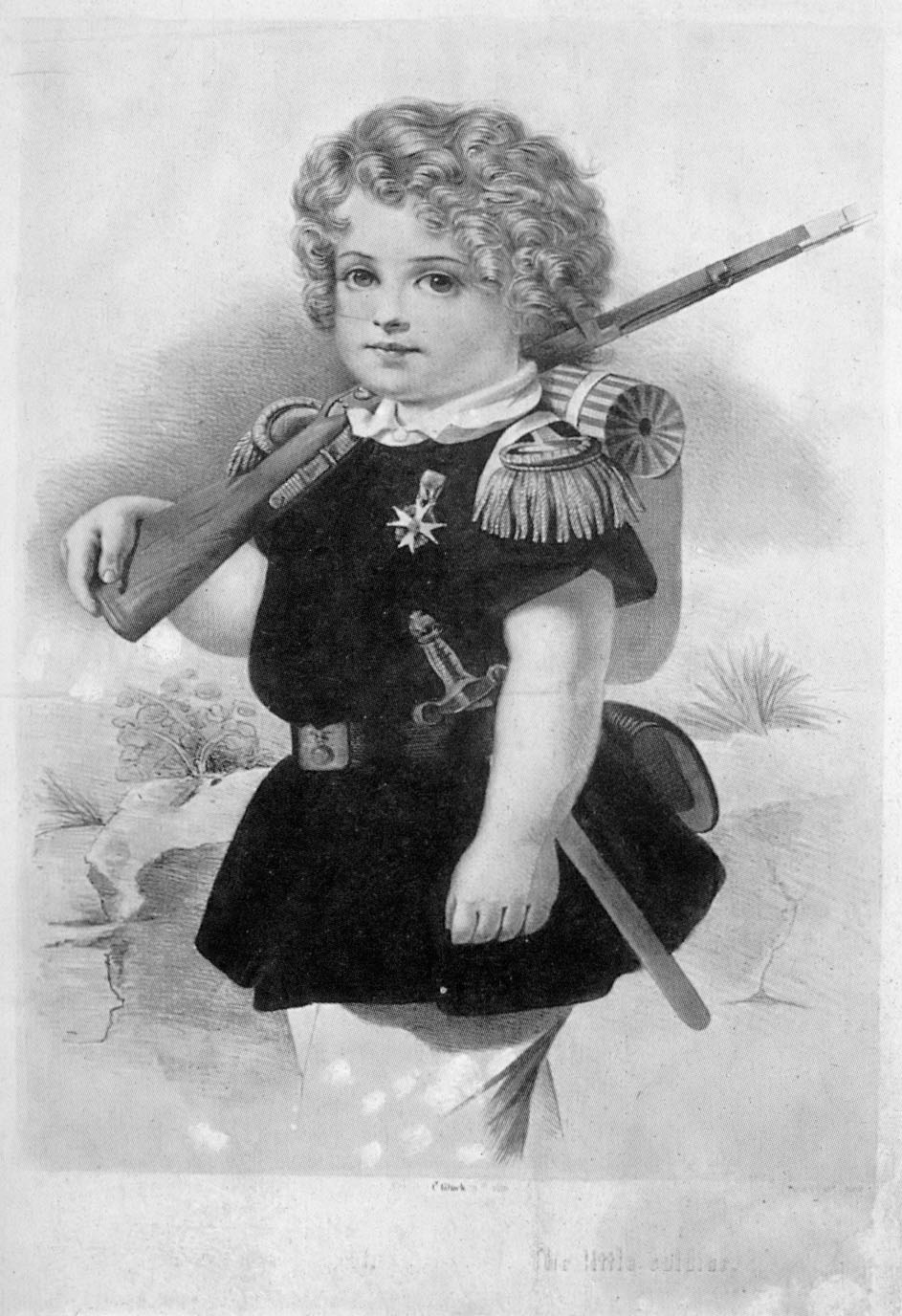
„Der kleine Soldat“, kolorierte Lithografie von C. Glück nach französischen Studienblättern, um 1850

Kinder- und Familienszenen gehörten zu den beliebtesten Genrethemen. Vorläufer des Kindergenres war die niederländische Genremalerei des 17. Jahrhunderts. Später wurde es von Jean-Baptiste Greuze, Jean Siméon Chardin und englischen Porträtisten kultiviert, bevor es um 1830 in Deutschland aufkam. Stets waren die Bilder von Reinheits- und Unschuldsvorstellungen geprägt. Bekannte Maler einfacher Spielszenen ohne besondere Aussage waren Meyer von Bremen, Ludwig Knaus, Hermann von Kaulbach und Paul Friedrich Meyerheim. Ein anderer Bildtypus zeigt Kinder mit erwachsenem Auftreten, als Hoffnungsträger entsprechend der Rollenerwartung zusammen mit Titeln wie „der kleine Soldat“. Die Farbgebung wurde hier den jeweiligen Nationalfarben angepasst. Vorbilder waren Werke wie The Children of Nobility (1841) von Alfred Chalon. Eine weitere Gruppe von Bildern diente der lehrhaften Veranschaulichung bürgerlicher Tugenden am Beispiel von „gutherzigen“ oder opfergebenden Kindern. Unter den Schulszenen war Les révélations von Edouard Girardet weitverbreitet und in Deutschland unter dem Titel „Das ist ein Taugenichts!“ zusammen mit seinem Pendant „Du wirst die Rute bekommen!“ weithin erhältlich.
Ab etwa 1900 wandelte sich der Inhalt der Kinderbilder zugunsten des von Corneille Max geprägten niedlichen, süßen Mädchens. Viele Darstellungen von Mutter mit Kleinkind können als profanierte Marienbilder bezeichnet werden. Ein weitverbreitetes Motiv war „der erste Schritt“. Besonders beliebt waren die Bilder von Héloïse Leloir, die allesamt als Farblithografien reproduziert wurden. In den 1920er Jahren kamen auch unter den Schlafzimmerbildern Mutter-Kind-Darstellungen auf; hier waren die Maler Alfred Schwarz und Fr. Laubnitz am gefragtesten. Die Familienszenen sprachen vielfältige Aspekte an, etwa das Generationenverhältnis oder die Unterrichtung.

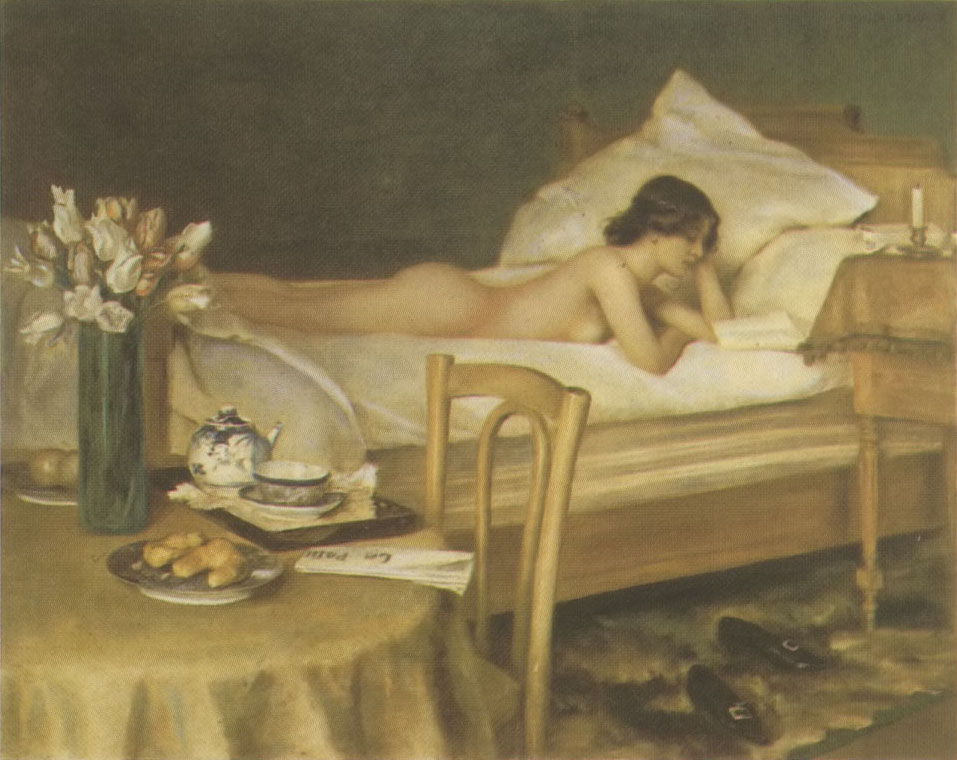
Hermann Fenner-Behmer: „Der Bücherwurm“, Farbenlichtdruck um 1910

Schönheiten und Erotik. Einen unerlässlichen Katalogsbestandteil der Kunstverlage bildeten Grazien und reizende Mädchenköpfe, darunter Vornamenbilder, Allegorien, Odalisken und antike Göttinnen. Vorbilder waren englische Stahlstichserien wie „Byron’s Beauties“ (1836) des Londoner Verlegers Finden oder Alfred Chalons „Gallery of Grace“ (1832) und Edward Henry Corboulds „Gems of Beauty“ (1840). Auch französische Verlage boten um 1820 Farbstichserien an, die später von den Berliner Verlagen übernommen und umgewandelt wurden. Um 1850 waren die „rustic beauties“ diverser englischer Maler sehr erfolgreich; die dort dargestellten ländlichen Schönheiten wurden oftmals unter dem Titel The Daughter of… reproduziert.
Die in den Schönheitsgalerien abgebildeten allegorischen Frauengestalten wie die „Balldame“, „Blumenfreundin“ oder gar die halbnackte „Metschunka, die Lieblingssklavin“ dienten mitunter als Pin-up-girls. Einem kleineren, zahlungskräftigen Kundenkreis waren eigens produzierte erotische Werke vorbehalten, etwa der von August Scherl 1925 angebotene laszive Kupferdruck, betitelt „Zwei Püppchen“. Bereits vor dem Ersten Weltkrieg hatte der Berliner Verlag Richard Bong für derartige Werke geworben. Die üppigen Schönheiten der Orientmalerei mit Titeln wie „Haremsdame“, „Perle des Orients“ oder „Odaliske“ wurden von Berliner Verlagen in die Türkei und den Nahen Osten exportiert. Wie die archivierten Verbotslisten zeigen, fielen sowohl einzelne Blätter als auch ganze Verlagskataloge – besonders, wenn sie die Unterschicht anvisierten – der staatlichen Zensur zum Opfer. Auch von der Verurteilung von Verlegern zu Geldstrafen wegen Verbreitung unzüchtiger Abbildungen wurde des Öfteren berichtet.

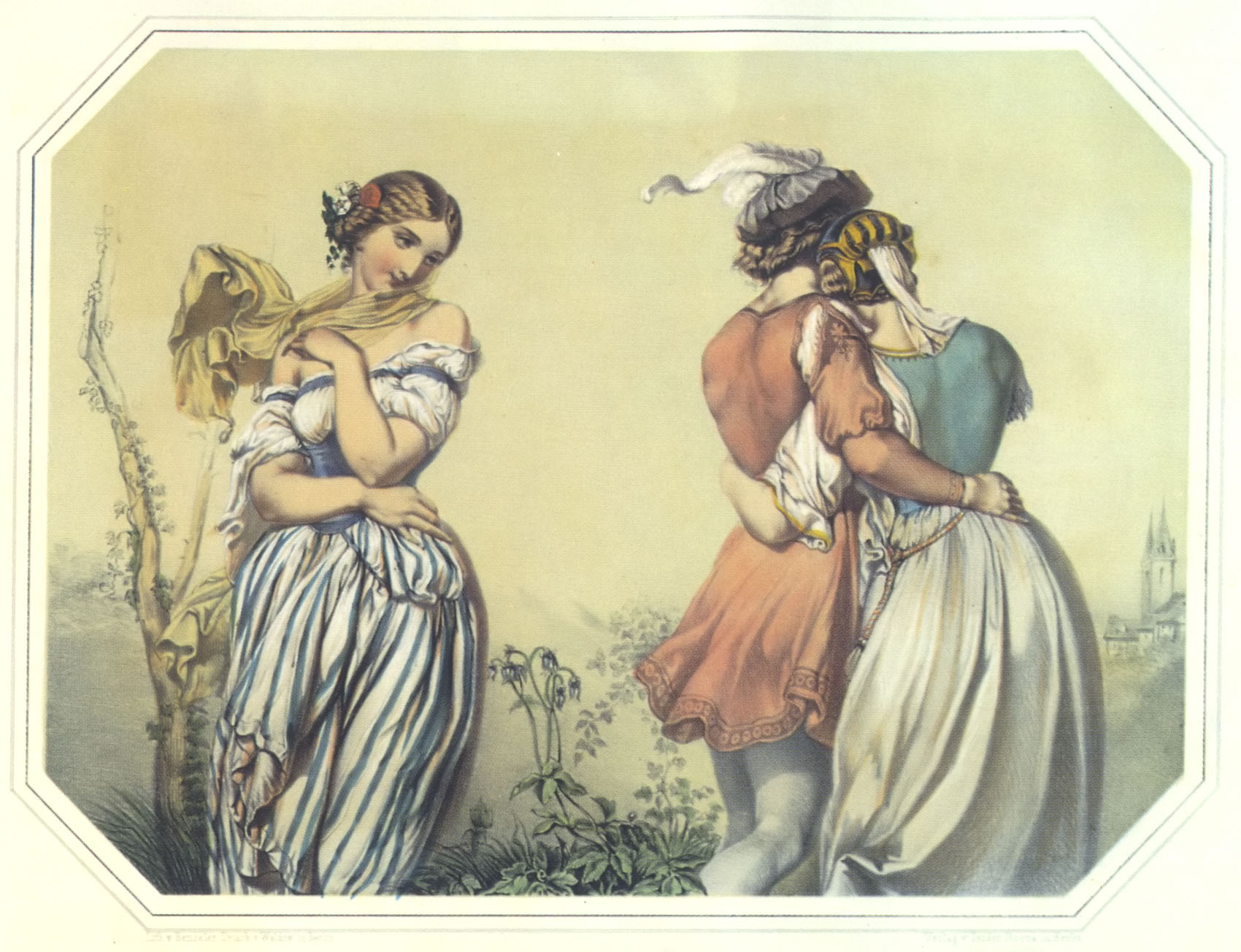
„Liebesglück“, kolorierte Lithografie von Joseph Félon, um 1850

Liebespaare. Auch Liebespaardarstellungen – in Frankreich „lithographies romantiques“, in England „sentimentals“ genannt – waren weit verbreitet. Zu den Standardmotiven gehörten diejenigen des Malers Frank Stone mit Titeln wie First Appeal, Last Appeal oder Mated; ab etwa 1870 wurden sie von den Gesellschaftsszenen seines Sohnes Marcus verdrängt. Ebenfalls gefragt waren die historischen Szenen John Everett Millais’ wie The Black Brunswicker oder A Huguenot….
Literatur- und Märchenszenen. Literarische Motive gab es als Einzelblätter, Pendants und Vierersuiten; letztere waren vor allem in Frankreich verbreitet. Hatten sich die Kunstverlage in den 1850er und 60er Jahren noch auf ältere Gemälde mit literarischem Inhalt gestützt, so erreichte das Genre ab 1870 mit den Goethe-, Schiller- und Shakespeare-Galerien von Malern wie Wilhelm von Kaulbach, August von Kreling und Ernst Stückelberg eine Blütezeit. Zu den umgesetzten Stoffen zählten Wilhelm Tell, Der Glöckner von Notre-Dame, Der Graf von Monte Christo oder Romeo und Julia. Auch Grimms Märchen dienten im 19. Jahrhundert oft als Vorlage.

Kaiser Wilhelm, Chromolithografie

Patriotische Motive. Europaweit verbreitet und wahrscheinlich am umfangreichsten von allen Sparten war das patriotische Genre, das Fürstenporträts, Historienbilder und Schlachtenszenen umfasste. Die Fürstenporträts gingen aus der Tradition der Porträtstiche im 18. Jahrhundert hervor, gewannen aber mit der Lithografie erheblich an Bedeutung. Fürstenbilder im Haus oder in der Werkstatt wurden zu einer Selbstverständlichkeit und hatten während der ersten Jahre des Ersten Weltkriegs Hochkonjunktur. Ab 1933 nahm das nationalsozialistische Bildgut mit Führerbildern, Sport-, Flieger- und Flottenszenen sowie verherrlichenden Darstellungen der Frontsoldaten im Ersten Weltkrieg stark zu.
Bauerngenre. Die Darstellungen des bäuerlichen Lebens gehen auf die niederländische Malerei des 17. Jahrhunderts zurück. Im 18. Jahrhundert kam das Schäfergenre hinzu. Durch ein verstärktes Interesse an Volkstum und Trachten konzentrierten sich ab 1840 Kreise wie die Kronberger Malerkolonie auf Darstellungen des Landlebens; ihre Werke wurden oft reproduziert. In den 1850er und 60er Jahren dienten vor allem die Bilder des ehemaligen Kutschenmalers John Frederick Herring senior als Grundlage für Lithografien bei den Berliner Verlagen. Anfang des 20. Jahrhunderts wurden die Genrebilder von Franz Defregger und anderen populär.

„Die Beuteteilung“, kolorierte Lithografie um 1865

Tier- und Jagdmotive. Die Tierszenen zeigten vor allem Katzen, Hunde und Pferde. Bei den Katzenbildern waren Reproduktionen nach Mathilde Aïta, C. H. Blair und Horatio Henry Couldery weit verbreitet. Hunde wurden je nach Szene als Wächter, Jagdhelfer oder Gefährten dargestellt, hier dienten die Werke von Edwin Landseer und Richard Ansdell gerne als Vorlage. Pferde standen im Kontext von Krieg, Jagd, Sport und Gespanndienst. In der Schlachtenmalerei drückte Ansdells Fight for the Standard (1848) treffend den Heroismus bei Reiter und Pferd aus; Reproduktionen des Bildes wurden auch in Übersee und sogar in Neuseeland vertrieben. In Deutschland waren außerdem die Pferdebilder Franz Krügers beliebt. Die Darstellungen von Rennpferden, zusammen mit Angaben von Name, Gestüt und Siegen gingen von England aus und richteten sich an Rennbegeisterte. Unter den deutschen Malern waren hier Carl Steffeck und Heinrich Sperling am gefragtesten. Größere Verbreitung bei den deutschen Kunstverlagen fanden die Pferdeszenen in ländlicher Umgebung von John Frederick Herring.

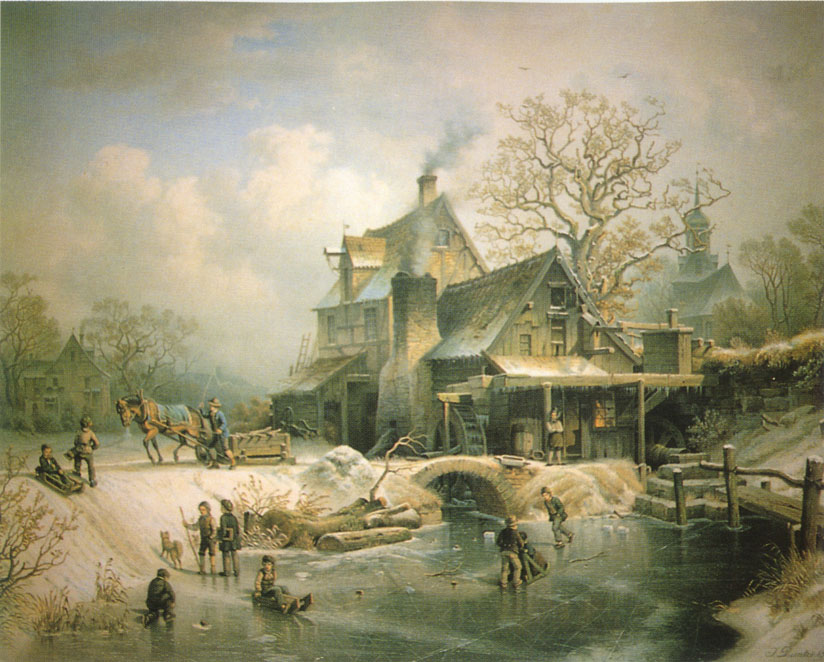
„Winterlandschaft mit Mühle“, Farblithografie nach Johannes Bartholomäus Duntze, um 1867

Jagdbilder waren während des gesamten 19. Jahrhunderts bei den populären Kunstverlagen beliebt, darunter auch humoristische Szenen. Im deutschen Raum wurden Karl Friedrich Schulz, Christian Kröner, Carl Zimmermann und Moritz Müller häufig reproduziert. Neben Landseer und Ansdell waren die Jagdszenen von Henry Alken sehr populär.
Humoristische Motive. Das humoristische Genre nahm etwa den gleichen Platz wie die historischen Motive ein. Oft wurden Eheszenen und Missgeschicke dargestellt. Einen breiten Raum nahmen auch die Trinkbilder ein, wobei diejenigen von Eduard Grützner am verbreitetsten waren.
Ansichten und Landschaften. Während im 19. Jahrhundert die Darstellungen bekannter Städte und Gegenden überwogen, waren in der Öldruckindustrie eher allgemeine, fast immer unsignierte Stimmungsbilder mit Titeln wie „Alphütten im Gasterntal“ oder „Die Dorfschmiede“ vorherrschend. Nach 1900 wurde Hermann Rüdisühli zu einem der gefragtesten Maler für sentimentale und heroische Landschaften.

### Religiöse Motive

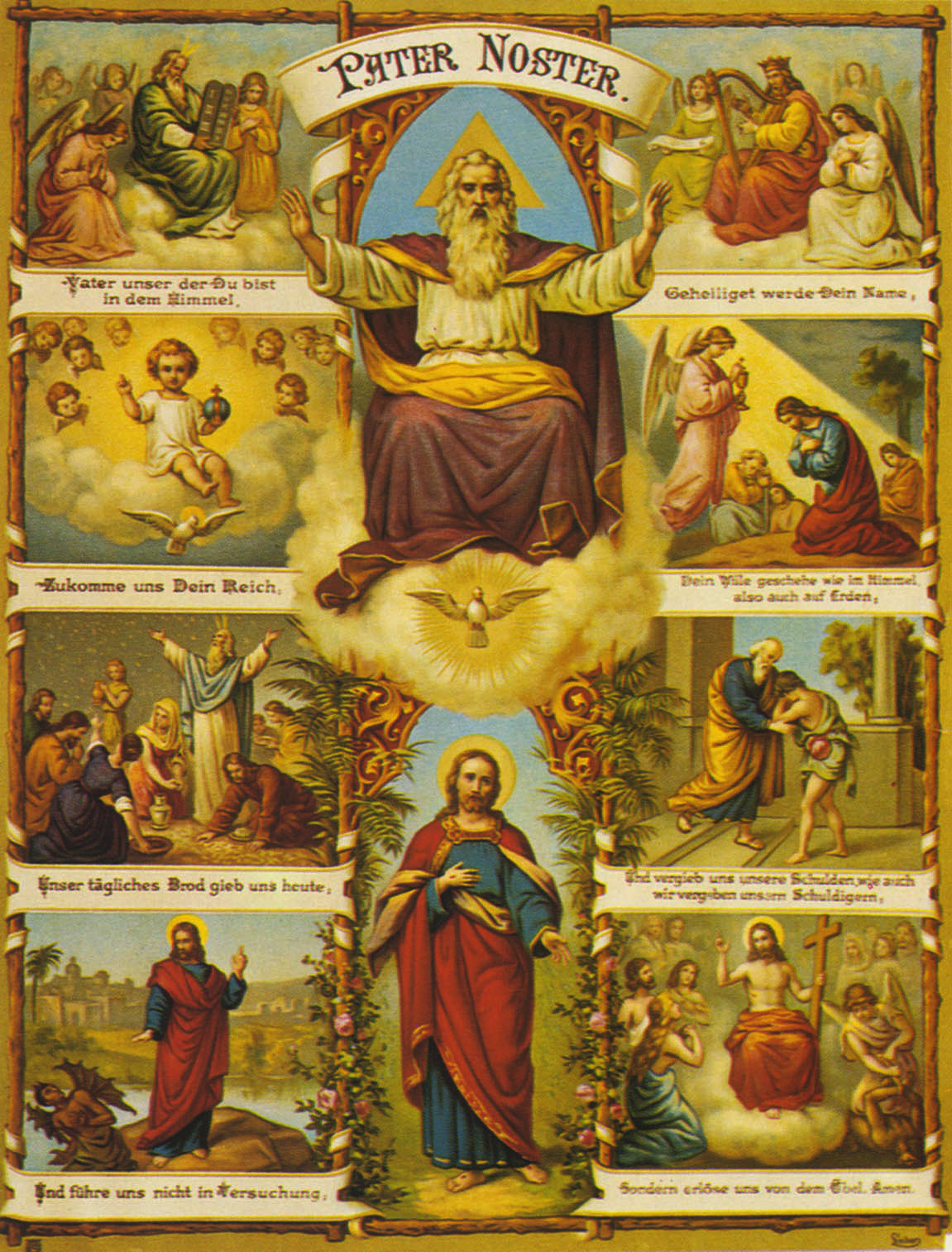
Fridolin Leiber: „Pater noster“, vor 1900

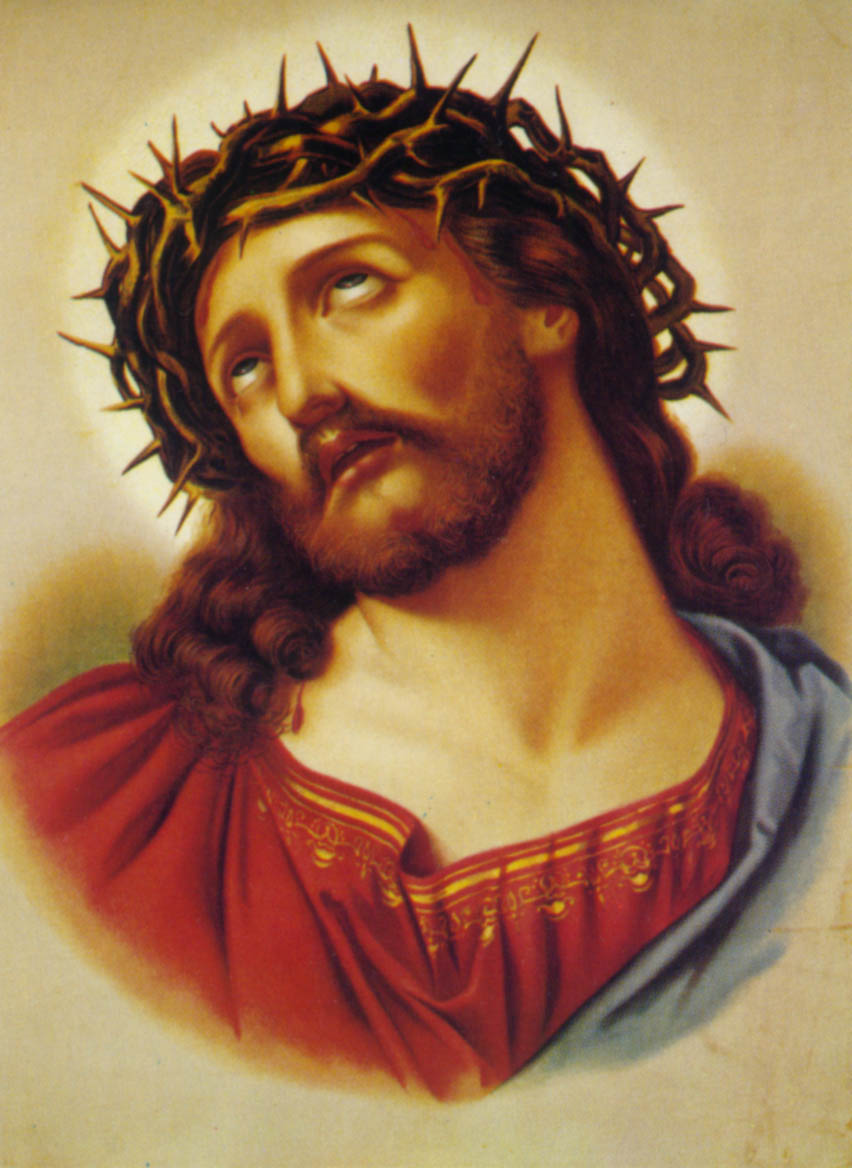
„Ecce homo“, Chromolithografie der Firma Müller & Lohse nach einem Motiv von Guido Reni, um 1890

In den unteren Sozialschichten und auf dem Land überwogen im Allgemeinen die religiösen Bildmotive. Die Kunstverlage teilten ihre Werke in „weltliche“ und „heilige“ Motive ein, ließen diesen beiden Kategorien aber unterschiedlichen Raum. Bei den Berliner Verlagen machten religiöse Themen höchstens ein Viertel der Gesamtproduktion aus, während sie in München stets den Großteil des Programms einnahmen. Die Konfessionszugehörigkeit der Käufer spielte nur bei Heiligenbildern, Wallfahrtsandenken und Herz-Jesu-Pendants eine Rolle.
Bibelszenen. Unter dem Material des Alten Testaments kristallisierten sich bestimmte Szenen heraus, die häufig dargestellt und reproduziert wurden: Josefs- und Mosesgeschichte, das Urteil des Salomo sowie Szenen um Rut, Judit, Rebekka, Rachel, Susanna und Delila. Die Genreszenen „Aussetzung und Findung Mosis“ wurden vor allem nach Paul Delaroche angefertigt und erreichten weite Verbreitung.
Wesentlich häufiger waren die auf dem Neuen Testament basierenden Themen. Die nach den Nazarenern angefertigten Druckgrafiken, vor allem der Typus des anklopfenden, tröstenden und belohnenden Christus, fanden beim gehobenen Bürgertum ihren Platz. Unter den Gleichnissen war der des verlorenen Sohns mit Abstand am populärsten. Zu den Malern, deren Werke für den Wandbilddruck umgezeichnet wurden, zählten Bernhard Plockhorst, Enrico Schmidt, Johann Roth, Wilhelm Steinhausen und Heinrich Ferdinand Hofmann.
Sonstige Themen. Ein im europäischen und amerikanischen Wandbilddruck weit verbreitetes Bild war The Infant Samuel (1776) von Joshua Reynolds, das bereits ein Jahr nach seiner Fertigstellung auf den Markt gebracht wurde. Unter den sehr beliebten Schutzengelbildern waren das Morgen- und Abendgebet sowie der Engel, der ein Kinderpaar am Felsabgrund oder auf einer Brücke bewacht, häufige Themen. Im angelsächsischen Raum waren die Pendants „Gottvertrauen“ und „Barmherzigkeit“, die einen aus dem Meer ragenden Felsen mit einem Kreuz, an das sich junge Mädchen klammern, in vielen Varianten verbreitet. Sie gehen auf die als Rock of Ages und Simply to the Cross I Cling betitelten Bilder von Johannes Adam Oertel zurück; das Motiv ist jedoch bereits im frühen 17. Jahrhundert anzutreffen.
Auch die im 19. Jahrhundert noch nicht tabuisierten Friedhofsbilder waren regulärer Bestandteil der Verkaufskataloge. Sie wurden vor allem von englischen Genremalern wie John Callcott Horsley seit der Jahrhundertmitte geschaffen. Verwandt sind die so genannten Traumbilder, die Wunsch- oder Hoffnungserscheinungen enthalten. Besonders weit verbreitet waren hier Thomas Brooks’ Bilder The Mother’s Dream und The Believer’s Vision.

## Verwendung und Funktion

### Private Wohnräume

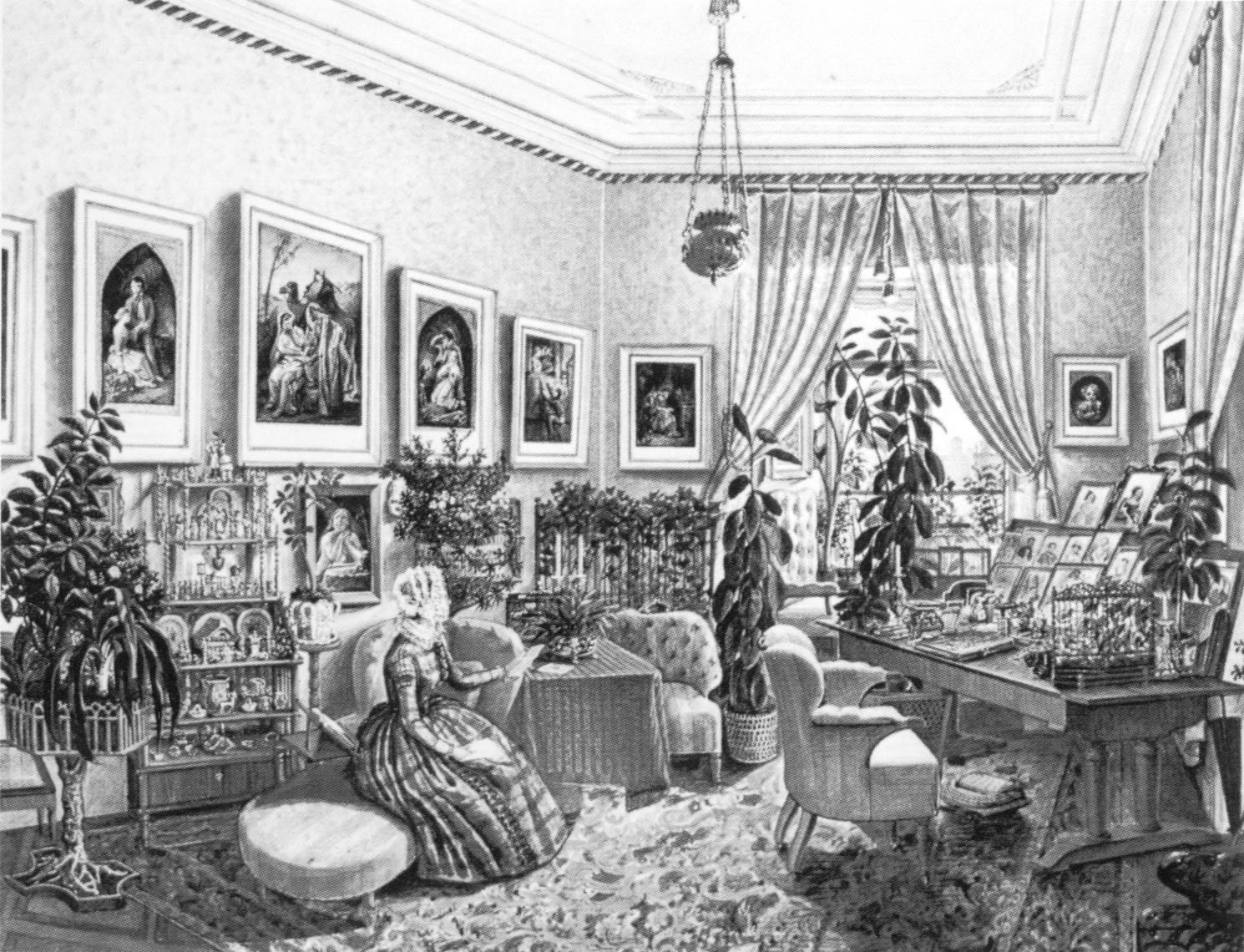
Darstellung eines Wiener Interieurs, 1843

Die Druckgrafik bildete zusammen mit den privaten Bildnissen den Hauptbestandteil des üppigen bürgerlichen Wandschmucks der Biedermeierzeit. Sogar an Fenster- und Türnischen wurden gerne Bilder gehängt. Wie zeitgenössische Interieurbeschreibungen und Empfehlungen von Kunstverlagen nahelegen, variierte die Wahl der Motive von Zimmer zu Zimmer.
Im Salon hingen in der Mehrzahl Ölgemälde. Als Reproduktionsgrafiken waren allenfalls Kunstvereinsgaben akzeptiert. Es dominierten historische Darstellungen, Landschaften und Reproduktionen klassischer Meister. Ein Favorit war Arnold Böcklins Toteninsel, die sehr oft kopiert wurde. Das Speisezimmer hingegen beherbergte nur unbeschwerte Motive wie Stillleben. Im Herrenzimmer war ein breitgefächertes Angebot von mythologischen Themen über Trinkbilder bis hin zu Jagdmotiven anzutreffen, auch an freizügigen Darstellungen nahm man keinen Anstoß. Im Gegensatz dazu herrschten im Boudoir reizende, dekorative und liebliche Genreszenen vor. Später wurden außerdem ernstere, religiöse Motive empfohlen. Die Schlafzimmerbilder, die über die Ehebetten gehängt wurden, gab es erst in den 1910er Jahren. Für das Kinderzimmer waren in erster Linie Märchendarstellungen vorgesehen, aber auch Schutzengelbilder, vor allem als Öldrucke. In den Fluren hing stets der Haussegen.
Auf dem Land waren religiöse Motive, ob als Lithografie oder Öldruck, wesentlich zahlreicher. In katholischen Gegenden machten sie den größten Teil der Bilder aus. Über die Bildergewohnheiten in den städtischen Elendsquartieren ist dank der Fotografien der Berliner Wohnungsenquête, die von 1903 bis 1920 von der Krankenkasse organisiert wurde, einiges bekannt. Dort, wo die einstige bürgerliche Wohnung nach sozialem Abstieg einer elenden Behausung weichen musste, behielt man in der Regel den Wandschmuck aus den besseren Tagen, inklusive Haussegen.

### Öffentliche Räume

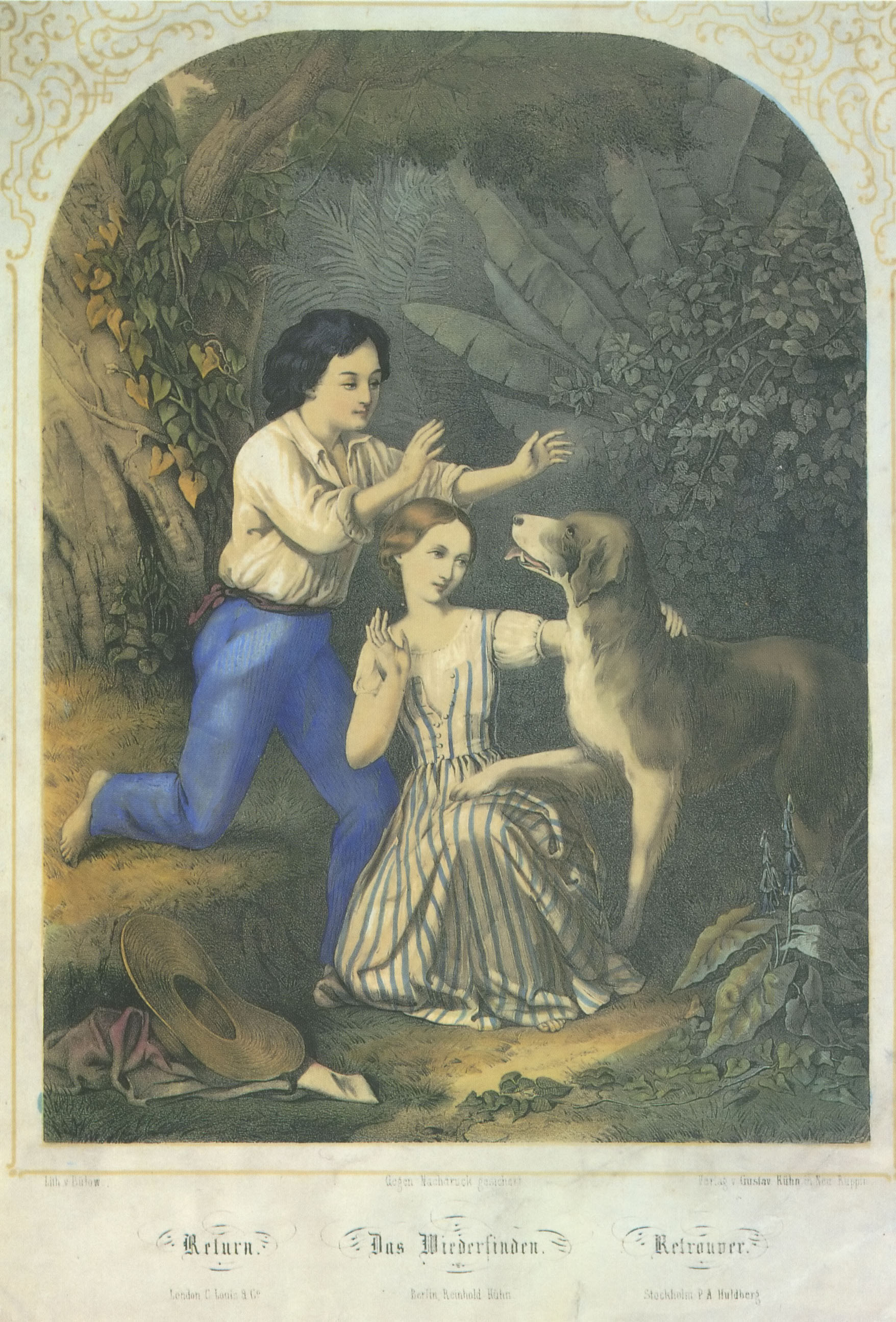
„Das Wiederfinden“, kolorierte Lithografie von 1842

Die preiswerte Druckgrafik wurde auch in Kirchen und Kapellen verwendet, etwa an den Beichtstühlen oder Kreuzwegstationen. Für letztere boten alle Kunstverlage, die sich auf religiöse Grafik spezialisiert hatten, eine Folge von 14 Blättern an. Kirchliche Kreise betonten stets die pädagogische Wirkung, die sie sich durch Anbringung geeigneter Bilder in Waisenhäusern, Kinderheimen, Spitälern, Irrenanstalten, Armenhäusern und Gefängnissen erhofften. Der Wandschmuck in den Schulen war immer wieder Gegenstand von Diskussionen. Am häufigsten waren hier Fürstenbilder, religiöse Motive und Ansichten. Mehrere Kunstverlage boten unter dem Schlagwort „Für Schule und Haus“ als familiengerecht, patriotisch und künstlerisch einwandfrei empfundene Blätter an. In den Gasthäusern waren neben der typischen Wirtshausimagerie historische und literarische Themen verbreitet. Hotels zierten bevorzugt weder zu altmodische noch zu avantgardistische Motive. Hier dominierten Landschaften und Ansichten sowie Reproduktionen sehr bekannter Gemälde, zum Beispiel Vincent van Goghs Sonnenblumen.

### Funktionen
Der Kauf von Wandbilddrucken erfüllte in erster Linie ein Schmuck- und Dekorationsbedürfnis. Im 19. Jahrhundert wurden Wandbilddrucke, ungeachtet ihrer tausendfachen Reproduktion und unabhängig von der jeweiligen Gesellschaftsschicht, generell mit Kunst gleichgesetzt. Der Besitz von Kunst diente dem Prestige und unterstrich durch seinen Bildinhalt Wohlsituiertheit und Bildung. Die neue Massenware Wandbild wurde im Allgemeinen als Möglichkeit der Vermittlung von Kunst für alle Schichten begrüßt. So zeigte sich das Massenblatt Die Gartenlaube 1884 begeistert von der „modernen Kunstindustrie“:

„Der schöne Luxus reicher Leute wird immer mehr zu einem bürgerlichen Allgemeingut, so daß Schönheitssinn und durchheiterte Häuslichkeit aus den Bel-Etagen bis in die Dachkammer hinauf- und die Keller hinuntersteigen, der Rohheit und Hässlichkeit den Mund stopfen und die Faust lähmen.“

Vehementer Kritik sahen sich erst die Schlafzimmerbilder in den 1920er Jahren ausgesetzt.
Bestimmte Motive dienten der Demonstration eines gruppenspezifischen Bekenntnisses. Eine patriotische Gesinnung äußerte sich etwa durch Bilder historisch-kriegerischer Ereignisse, allegorische Darstellungen und besonders durch Porträts von Fürsten und Feldherren. Wenn im Salon oder Wohnzimmer Bilddrucke mit religiösen Motiven hingen, so unterstrichen sie die christliche Grundhaltung des Hauses. Mythologische Bildinhalte hingegen deuteten eher auf eine humanistische Bildung des Besitzers hin. Gedenk- und Geschenkblätter wie Konfirmations-, Kommunions- und Hochzeitsandenken sind durch ihren Text oder rückseitige Notizen als solche gekennzeichnet.

## Die Druckindustrie

### Umzeichnung, Aufbereitung und Ausschmückung

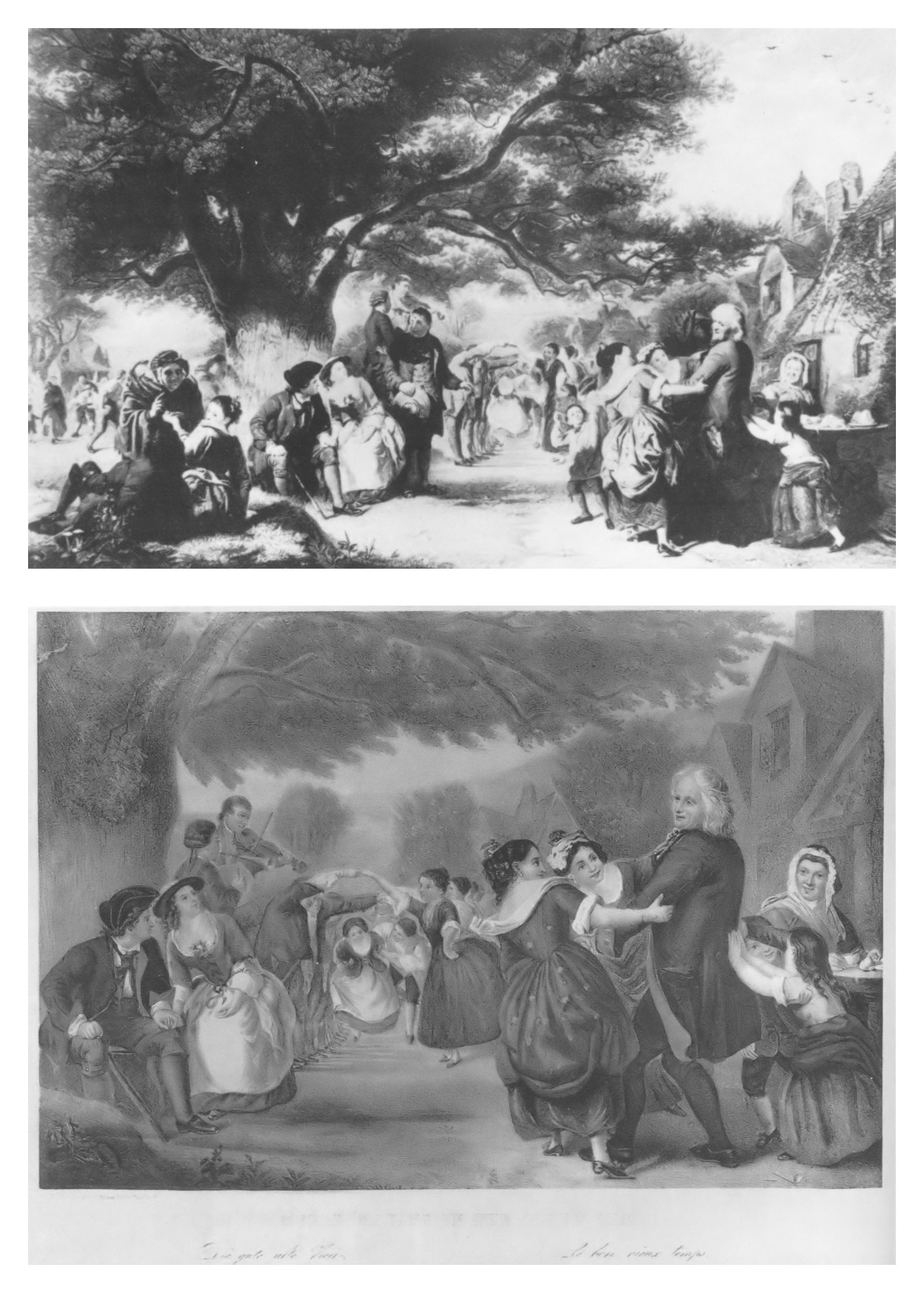
Oben: An English Merry Making in Olden Time von William Frith (1847), unten: die vom Verlag Fabian Silber verkaufte Lithografie (um 1860)

Beim Ausgangsbild der Wandbilddrucke handelte es sich meistens um ein Ölgemälde. Die fertigen Lithografien wurden jedoch nicht direkt nach dem Original, sondern nach einem Kupferstich, Mezzotinto, Aquatinta oder Stahlstich reproduziert. Auch fotografische Reproduktionen wurden nicht nach dem originalen Ölgemälde, sondern nach derartigen Vorlagen angefertigt. Dieser Zwischenschritt war eine Voraussetzung für die schnelle Umsetzung von Neuerscheinungen. Andererseits vergaben die Kunstverlage auch Auftragsarbeiten, die auf ihr Verlagsprogramm ausgerichtet waren.
Je nach anvisiertem Kundenkreis trivialisierten und popularisierten die Verlage die Originalwerke. Wie auch bei anderen Arten der Populargrafik konnte gegenüber dem Original durch Änderung der Bildkomposition, Reduzierung von Bildinhalt, Tiefe, Perspektive und Bildelementen, Änderung des Aussehens von Personen, Hinzufügen von Ornamenten oder anderen Eingriffen ein eingängigeres und anrührenderes Erscheinungsbild vermittelt werden. Verleger von Öldrucken geringer Qualität beschäftigten hierzu unbekannte Zeichner und Lithografen. Nur bei Verlagen, die das mittlere und gehobene Bürgertum anvisierten, lassen sich die Namen der umzeichnenden Lithografen – die stets für mehrere Verlage gleichzeitig arbeiteten – feststellen. Zu den bekannteren Namen zählten C. F. Schwalbe (* 1816), ein Mitbegründer des für Berliner Verlage typischen gefälligen, weichen Umzeichnungsstils, Gustav Bartsch (seit 1847 in Berlin), der sich auch als Genremaler betätigte, Wilhelm Bülow (ab 1847 verzeichnet) und W. Jab (ab 1838 tätig). Kolorierer und Koloristen waren vor der Zeit des Farbendruckes, aber auch mit dem Aufkommen der Fotogravüren, für die teilweise oder volle Ausmalung der Vorlage zuständig. Der Begriff Kolorierer umfasste hierbei, im Gegensatz zu den Koloristen, nur ungelernte Arbeitskräfte für grobe Arbeiten mit der Schablone.
Wandbilddrucke waren mit dem häufig um Verse ergänzten Bildtitel und der Verlagsadresse versehen. Letztere fiel beim Abschneiden oder Verdecken mit dem Passepartout weg. Der Name des Malers wurde oft verschwiegen und gelegentlich durch den des Umzeichners ersetzt. Der Zusatz „comp.“ (=composuit) sollte eine künstlerische Urheberschaft andeuten, die nicht bestand. Nur bei den hochwertigeren Lithografien behielt man ein vollständiges Impressum, wie es im 18. Jahrhundert bei den Reproduktionsgrafiken von Gemälden die Regel gewesen war. Es war üblich, der Bildoberfläche durch Kalandrieren oder Gaufrieren eine Struktur, meist eine imitierte Leinenbindung, zu verleihen. Auch das Überziehen mit Lacken und Firnissen sowie die Dekorierung durch Tinsel, Glimmer oder Stickgarn war verbreitet.

### Fabrikation und Vertrieb

Anzeige des Kunstverlags Leo Lechner in der Branchenzeitschrift Der Kunsthandel, 1912

Unter den Bezeichnungen der mit der Herstellung, Herausgabe und dem Vertrieb von Wandbilddrucken befassten Unternehmen war Kunstanstalt am verbreitetsten. Dieser allgemeine Begriff konnte einen Hersteller, eine Druckerei oder ein Vertriebsunternehmen, unter Umständen auch für andere Produkte wie Postkarten, Glasmalereien und kunstgewerbliche Erzeugnisse, bezeichnen. Im Gegensatz dazu beschäftigten sich Kunstverlage in der Regel nicht mit dem Druck, sondern lediglich mit der Herausgabe. Mit dem Druck beauftragte man eigene Druckanstalten, zumal nur diese bei aufwändigen Reproduktionstechniken über die nötigen Fachkräfte und Maschinen verfügten. Die beiden Branchen Kunstanstalt und Kunstverlag wurden unter dem Begriff Kunstverlagsanstalt zusammengefasst. Die chromolithografischen Anstalten und Ölfarbendruckinstitute vereinten Verlag und Druck. Mit dem Vertrieb von Kunstblättern und anderen Kunstgegenständen waren die als Kunsthandel oder Kunsthandlung firmierenden Anstalten betraut.
Den Anfang in der Wandbilddruckproduktion bildete der Kunstverleger, der die Vorlagen für den Reproduktionsdruck erwarb; der Preis dafür war sehr unterschiedlich. Zusätzlich musste noch der Stecher, der in mitunter jahrelanger Arbeit die Druckplatte anfertigte, bezahlt werden. So etwa erhielt Paul Sigmund Habelmann für seinen Stich des „Kinderfestes“ von Ludwig Knaus 36.000 Mark. Als sich nach etwa 1890 fotomechanische Reproduktionsverfahren durchsetzten, passte sich der Ankaufspreis von Gemälden und Reproduktionsrechten den gesunkenen Umzeichnungs- und Druckkosten an.
Der Großhandel fand zwischen Verlegern und Kommissionsgeschäften oder Verlegern und Sortimentern statt. Die Verlage warben in Branchenzeitschriften und entsandten Vertreter, die die Kunsthandlungen regelmäßig aufsuchten, um auf Neuerscheinungen aufmerksam zu machen und Bestellungen entgegenzunehmen. Bilddrucke waren immer auch Exportartikel; besonders nach dem Ersten Weltkrieg stieg die Nachfrage an Wandbilddrucken aus dem Ausland an. Ein wichtiger Umschlagplatz waren Jahrmärkte, daneben war der Straßen- und Hausierhandel verbreitet. Werbung machten die Einzelhändler für ihre Bilder in den Kunst- und Familienzeitschriften, Tageszeitungen und in den Schaufenstern oder durch das Versenden von Prospekten.

## Forschungsgeschichte
Erste volkskundliche Forschungsarbeiten zum Thema Wandschmuck erschienen in den späten 1960er Jahren, nachdem ein Katalog der Lithografien des Frankfurter Kunstverlags Eduard Gustav May erstellt wurde. Zur gleichen Zeit wurde populärer, „kitschiger“ Wandschmuck zum Sammlungsobjekt. Der Forschung geht es jedoch nicht um eine künstlerische oder stilistische Bewertung der Bilder, sondern um die gesellschaftliche Rolle des Wandbilddrucks. 1973 wurde im Historischen Museum Frankfurt am Main die wegweisende Ausstellung „Die Bilderfabrik“ gezeigt, zu der ein gleichnamiger Katalog erschien. Seitdem ist der Wandbilddruck gelegentlich Gegenstand von Ausstellungen, deren Kataloge einen wesentlichen Bestandteil der Forschung bilden.